# کلیسای گریگور مقدس (سیسیان)
کلیسای گریگور مقدس (سیسیان) (ارمنی: Սուրբ Գրիգոր եկեղեցի (Սիսիան)) یک کلیسا متعلق به کلیسای حواری ارمنی واقع در شهر سیسیان، استان سیونیک ارمنستان می‌باشد. ساخت و ساز این ساختمان در سال ۶۸۹ میلادی؛ به پایان رسید. این بنا به سبک معماری ارمنی طراحی شده است.